# マシュー・シルバーマン

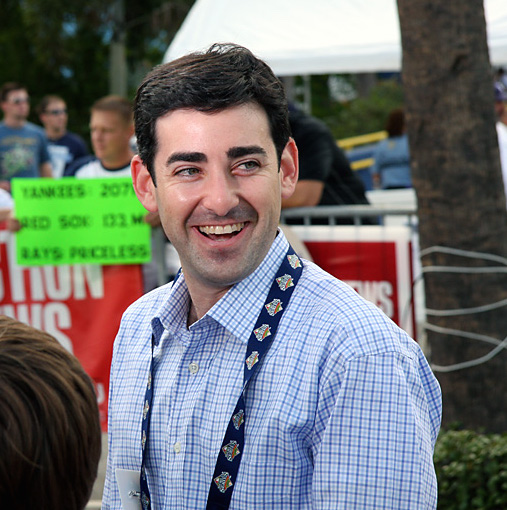

マシュー・シルバーマン（Matthew Silverman 1976年5月20日 - ）は、MLB・タンパベイ・レイズの球団社長（2005年10月 - ）。

## 来歴
テキサス州ダラス生まれ。ハーバード大学出身であり、卒業後はゴールドマン・サックスで投資関連の仕事を経て、現オーナーのスチュアート・スターンバーグのタンパベイ・デビルレイズ（後のレイズ）買収に伴い、投資銀行家仲間のアンドリュー・フリードマン（現ロサンゼルス・ドジャース編成部門取締役）と共にレイズのフロント入りを果たす。2005年オフには球団社長となり、GMとなったフリードマンと共に低予算でも勝てるチームに仕立てていき、2008年には低迷の続いたチームを初のシーズン勝ち越しにポストシーズン進出、さらにアメリカンリーグ優勝に導いた。
2014年10月にフリードマンがドジャースに去った後には野球編成部門のトップに就任した。実質のGMとして2年間務めた後、2016年11月に後任のエリック・ニアンダーとチェイム・ブルームに球団編成部門を譲り、再び社長に戻った。